# Alpha (Raumfahrtmission)
Alpha war eine Raumfahrtmission der Europäischen Weltraumorganisation (ESA), bei der sich der französische Raumfahrer Thomas Pesquet vom 24. April 2021 bis 8. November 2021 an Bord der Internationalen Raumstation (ISS) aufhielt. Es ist üblich, dass ESA-Astronauten ihre Mission unter ein individuelles Motto stellen. Die Bezeichnung dieser Mission sagt über ihren Inhalt nichts aus.
Alpha war die erste Mission, bei der ein ESA-Astronaut an Bord einer Crew Dragon zur ISS flog.

## Vorbereitung
Pesquet wurde im Mai 2009 offiziell von der ESA als Raumfahrer ausgewählt. 2016 flog er mit dem Raumschiff Sojus MS-03 zur ISS und verbrachte dort bei der Mission ISS Proxima sechs Monate als Bordingenieur der ISS-Expeditionen 50 und 51.
Am 28. Juli 2020 wurde bekannt gegeben, dass Pesquet im Rahmen der ISS-Expedition 65 für einen zweiten Langzeitaufenthalt ins All fliegen sollte. Als Ersatzmann für Pesquet war der deutsche Raumfahrer Matthias Maurer vorgesehen.

## Missionsverlauf
Pesquet startete am 23. April 2021 mit dem Raumschiff SpaceX Crew-2 („Endeavour“) zur ISS. Begleitet wurde er von Shane Kimbrough, Megan McArthur und Akihiko Hoshide. Mit der planmäßigen Ankopplung an die ISS am 24. April 2021 begann die Mission Alpha.
Pesquets Mission Alpha fand zum Großteil im europäischen Columbus-Modul statt. Während der Mission führte er vier Weltraumausstiege durch. Vom 4. Oktober 2021 bis zum 8. November 2021, am Ende der Mission Alpha, übernahm Pesquet für einen kurzen Zeitraum das Kommando der Internationalen Raumstation.